# لي سو هيون
لي سو هيون (هانغل: 이수현) هي مغنية كورية جنوبية، ولدت في 4 مايو 1999 في غويانغ، كوريا الجنوبية.

## روابط خارجية
لي سو هيون على موقع IMDb (الإنجليزية)
- لي سو هيون على موقع روتن توميتوز (الإنجليزية)
- لي سو هيون على موقع ميوزك برينز (الإنجليزية)
- لي سو هيون على موقع ديسكوغز (الإنجليزية)